# Unknown Memory
Unknown Memory é o álbum de estúdio de estréia do rapper sueco Yung Lean, lançado pela Sky Team em 23 de setembro de 2014. O álbum recebeu críticas geralmente favoráveis, com muitos críticos honrando sua produção e por ser um trabalho mais sério em comparação com sua mixtape de estreia . Apresenta uma única participação de Travis Scott.

## Lançamento e promoção
Um pacote temático foi distribuído com o album e uma luva de mão exibindo o logotipo "Unknown Memory" em cima, listado em um artigo da Paper Magazine, como uma das "10 peças mais estranhas de Merch já vendidas por rappers ", também foram distribuídas camisetas temáticas do álbum.

## Recepção da Critica
Vários críticos elogiaram Unknown Memory como o trabalho mais sério de Yung Lean do que seus lançamentos anteriores, e sentiram que muitos ouvintes não o levaram tão a sério como ele provavelmente deveria ter sido. Entre eles, o crítico do The 405, Jess Bernard, que chamou o álbum de "outro exemplo das façanhas de Yung Lean em um disco", com suas habilidades comparadas às de The Weeknd e Travis Scott. "O mais importante é que Yung Lean criou sua própria identidade e uma estética que só pode ser atribuída a ele e aos Sadboys". A produção de Memória Desconhecida e como ela O rap complementado por Lean também foi um destaque comum nas críticas. Em uma resenha do Consequence of Sound, Levy Pat elogiou como Lean lidou com seus inimigos em Unknown Memory, com o rapper até agradecendo a atenção negativa que recebeu com frases como "Obrigado a todos que me odeiam / Só me faz me encaixar no meu papel". Levy escreveu: "Ser tão autoconsciente e capaz de lidar com críticas é algo que Yung Lean deve ensinar a todos os outros rappers / músicos / seres humanos. Ele não apenas conhece seus críticos, mas as versões imbatíveis que acompanham qualquer rapper que encontra sua via na Internet. " Ele também gostou de" Yung Lean toma alguns dos topios mais familiares da cena de rap e vira-os de cabeça de uma maneira que somente ele é capaz. Unknown Memory era o número 28 da lista de álbuns favoritos de 2014 da Pigeons & Planes, com Joe Price chamando o LP de exemplo de por que o hip-hop nem sempre precisa ser levado a sério. Ele também escreveu que "às vezes é difícil chamá-lo de rap, mas como evita convenções de gênero é como permanece tão emocionante durante o tempo de execução." Raramente a música é divertida sem comprometer a individualidade. "

## Lista de faixas
Todas as faixas são escritas por Yung Lean.
| Nº  | Título                     | Produtor              | Participação |
| --- | -------------------------- | --------------------- | ------------ |
| 1.  | ''Blommor(Intro)''         | Yung Gud              |              |
| 2.  | ''Blinded''                | Yung Gud              |              |
| 3.  | ''Sunrise Angel''          | White Armor           |              |
| 4.  | ''Yoshi City''             | Yung Gud              |              |
| 5.  | ''Ice Cold Smoke''         | Yung Gud              |              |
| 6.  | ''Dog Walk(Intermission)'' | Yung Gud              |              |
| 7.  | ''Don't Go''               | Yung Sherman          |              |
| 8.  | ''Ghosttown''              | Yung Gud              | Travis Scott |
| 9.  | ''Monster''                | Yung Sherman          |              |
| 10. | ''Volt''                   | White Armor, Yung Gud |              |
| 11. | ''Leanworld''              | White Armor           |              |
| 12. | ''Sandman''                | Yung Sherman          |              |
| 13. | ''Helt Ensam''             | Yung Gud              |              |

## Referencias
1. ↑  «Yung Lean Releases His First Official Album» (em inglês). 29 de setembro de 2014
2. ↑  «Yung Lean Announces North American Tour, Physical Release of 'Unknown Memory'» (em inglês)
3. ↑  «Yung Lean - Unknown Memory» (em inglês)
4. ↑  «twitter.com/yungleann/status/514427951405088768». Twitter. Consultado em 22 de junho de 2020
5. 1 2  «Album Review: Yung Lean - Unknown Memory» (em inglês). 26 de setembro de 2014
6. ↑  «UNKNOWN MEMORY T-SHIRT (WASHED MAGENTA)» (em inglês)
7. ↑  «The Best Albums of 2014 | Pigeons & Planes». 26 de dezembro de 2014
8. ↑  «Yung Lean - 'Unknown Memory' | NME» (em inglês). 8 de dezembro de 2014
9. ↑  Carnwath, Ally (22 de fevereiro de 2015). «Yung Lean: Unknown Memory review – nagging hooks and queasy introspection». The Observer (em inglês). ISSN 0029-7712
10. ↑  «Unknown Memory» (em inglês). 5 de dezembro de 2014